# Anisarchus macrops
Anisarchus macrops is een  straalvinnige vissensoort uit de familie van stekelruggen (Stichaeidae). De wetenschappelijke naam van de soort is voor het eerst geldig gepubliceerd in 1952 door Matsubara & Ochiai.